# Granville, Massachusetts
Granville är en kommun (town) i Hampden County i delstaten Massachusetts, USA med 1 521 invånare (2000). Den har enligt United States Census Bureau en area på 111,3 km² varav 1,9 km² är vatten.